# CAdES
CAdES (CMS Advanced Electronic Signatures)は高度電子署名に対応するために行ったCMS(暗号メッセージ構文)形式のデジタル署名への拡張の集合である。

## 説明
CMS署名は、電子メールやPDFなどを含むドキュメントに対してデジタル署名を行う汎用的なフレームワークであるが、CAdESはEU電子署名指令1999/93/ECの意味における、適格電子署名(qualified electronic signature)で利用するためのCMS署名の詳細なプロファイルを規定している。CAdESの一つの重要な利点は、たとえ使用されている暗号アルゴリズムが破られたとしても電子的に署名された文書が長期間において有効であり続けることができるということにある。

## フォーマット
CAdESでは、提供される保護レベルの異なる6つのフォーマットを規定している。個々のフォーマットは前者を含み、拡張している:
- CAdES, 高度署名(advanced signature)に関する欧州指針を単に満足するための基本フォーマット
- CAdES-T (timestamp), 署名行為の否認に対して保護するためにタイムスタンプを追加する。
- CAdES-C (complete), オフライン検証や将来的な検証ができるように(証明書や証明書失効リストなどの)検証データへの参照情報を署名文書に追加する。(しかしながら、実際の検証情報は保存しない)
- CAdES-X (extended), 将来、チェーン中の証明書が危殆化する可能性から保護するために、CAdES-Cで導入された参照情報に対してタイムスタンプを追加する。
- CAdES-X-L (extended long-term), 証明書や証明書失効リストの配布元が利用できなくなったとしても、将来検証できるように署名文書に証明書や失効リストそのものを追加する。
- CAdES-A (archival), 長期に渡る保存期間において署名が脆弱になることによる危殆化を避けるために、アーカイブされたドキュメントに対し定期的(例えば毎年)にタイムスタンプを追加する。

## 関連用語
- CMS(暗号メッセージ構文)
- 電子署名
- 欧州電気通信標準化機構(ETSI)
- World Wide Web Consortium(W3C)
- 日本工業規格の一覧
- PAdES, PDF Advanced Electronic Signature
- XAdES, XML Advanced Electronic Signature